# Fort Jones (Kalifornija)
Fort Jones je grad u američkoj saveznoj državi Kalifornija. Prema popisu stanovništva iz 2010. u njemu je živjelo 839 stanovnika.